# Relations entre Chypre et la Grèce
Les relations entre Chypre et la Grèce désignent les relations diplomatiques bilatérales et les relations politiques, de défense, économiques, commerciales, maritimes, éducatives, culturelles, etc. qui en découlent et qui ont débuté en 1960, au niveau des ambassades, entre la république de Chypre et la république hellénique, lorsque la première a été officiellement reconnue comme un État souverain et indépendant.
Chypre possède une ambassade à Athènes et un consulat général à Thessalonique. La Grèce maintient une ambassade à Nicosie.
Les deux pays sont membres à part entière de l'Union européenne, du Conseil de l'Europe et de l'Organisation pour la sécurité et la coopération en Europe (OSCE).

## Histoire

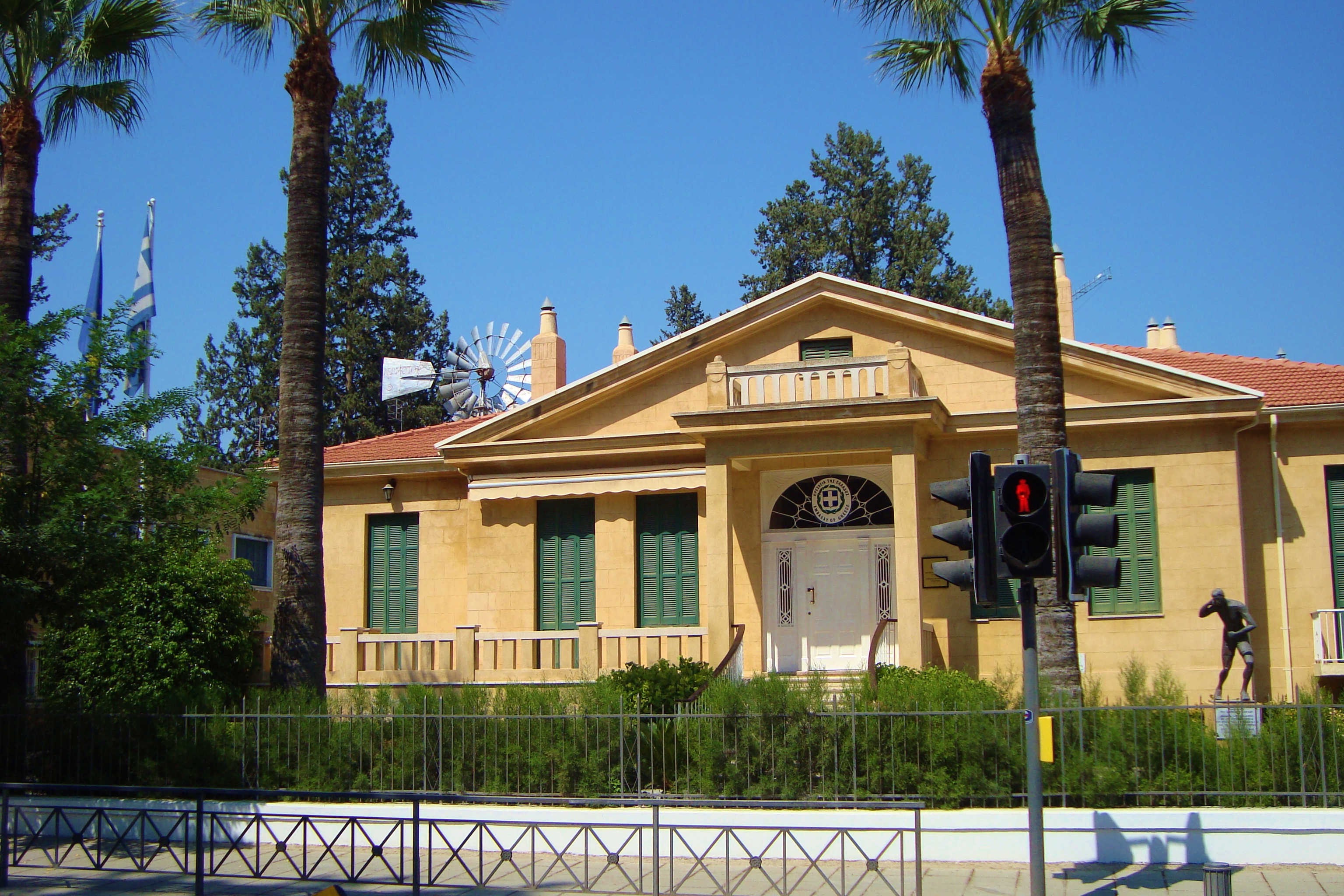
Ambassade de Grèce à Nicosie

Les relations entre les deux pays sont très étroites depuis l'Antiquité. La population grecque de la république de Chypre et la population grecque de Grèce partagent une nationalité, un patrimoine, une langue et une religion en commun, ce qui entraîne des relations extrêmement étroites entre elles.
Leurs hymnes officiels (Hymne à la Liberté) ainsi que leurs devises (La liberté ou la mort) sont également identiques.
Traditionnellement, la Grèce est le plus grand exportateur et importateur de Chypre. En 2019, la Grèce a enregistré pour 257 millions de $ d'exportations et 1 856 millions de $ d'importations vers Chypre, étant le premier partenaire importateur de Chypre.